# Pfarrkirche Enns-St. Marien

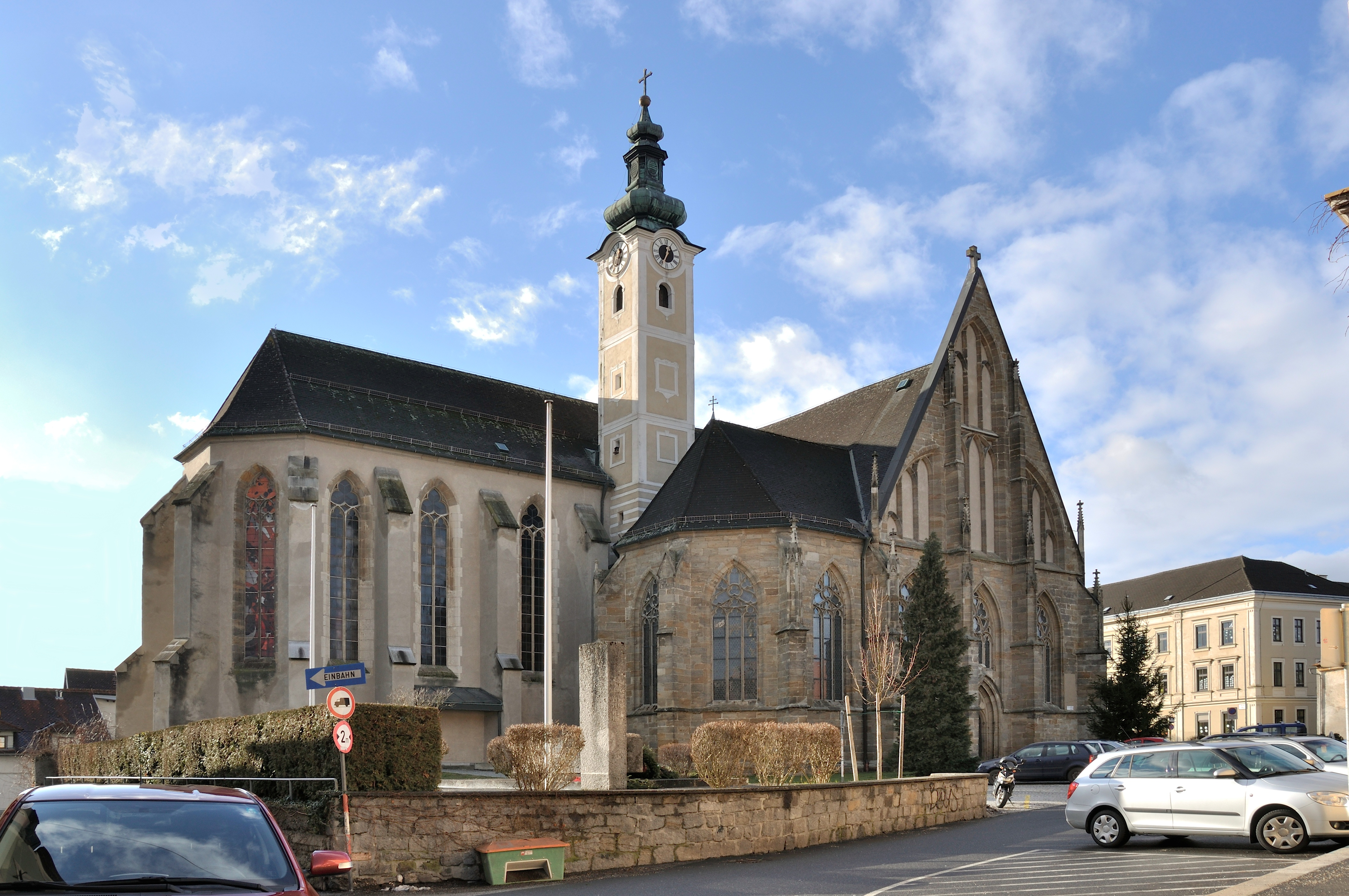
Pfarrkirche Maria Schnee in Enns

Die Pfarrkirche Enns-St. Marien steht im Stadtteil Enns der Stadt Enns in Oberösterreich. Die römisch-katholische Pfarrkirche Maria Schnee gehört zum Dekanat Enns-Lorch in der Diözese Linz. Die Kirche steht unter Denkmalschutz (Listeneintrag).

## Geschichte
Die Klosterkirche der Minderen Brüder in Enns wurde etwa ab 1270 erbaut. 1553 wurde sie zur Pfarrkirche erhoben, indem der Passauer Bischof Wolfgang von Salm und König Ferdinand I. die Pfarrrechte von der Basilika Enns-Lorch außerhalb der Stadt in die seit 1551 leer stehende Minoritenkirche in der Stadt übertragen ließen. Die dazu nötigen Umbauarbeiten im Inneren führte Baumeister Hans von Matz durch. Im Außenbereich sollte ursprünglich ein nahe stehender Stadtturm zum Glockenturm erhöht werden, 1565 aber erteilte Kaiser Maximilian II. die Bewilligung, die alte Scheiblingkirche abzutragen und als Baumaterial für den Ennser Stadtturm zu verwenden. Dieser Turm wurde nach Unterbringung des Glockengeläuts zum Ennser Kampanile.
Am 31. Dezember 1967 wurde das Pfarrgebiet in die zwei Pfarren Enns-St. Marien und Enns-St. Laurenz aufgeteilt.

## Architektur
Die Pfarrkirche Maria Schnee bildet im südlichen Bereich der engeren Stadt Enns gemeinsam mit der angebauten Wallseer-Kapelle und dem im Süden der Pfarrkirche situierten Kreuzgang und dem Franziskanerkloster eine Baugruppe bzw. ein Denkmal-Ensemble.
Die gotische Pfarrkirche überrascht mit einer ungewöhnlichen Länge und Raumausdehnung. Das ursprüngliche Langhaus hatte eine Flachdecke und wurde wohl in der zweiten Hälfte des 15. Jahrhunderts eingewölbt und zu einer zweischiffigen, vierjochigen Hallenkirche mit einem Kreuzrippengewölbe auf Achteckpfeilern ausgebaut. Der stark eingeschnürte Fronbogen stammt von der früheren Kirche. Der eingezogene, im Verhältnis zum Langhaus überhöhte, langgestreckte, dreijochige und kreuzrippengewölbte Chor von 1300 hat einen Fünfachtelschluss. Die zweijochige, dreiachsige Westempore liegt auf einem Kreuzrippengewölbe und hat aufgrund der späteren Höherlegung des Fußbodens im Langhaus gestörte Proportionen.